# گورنگه کوردینتسه
گورنگه کوردینتسه (به صربی: Gornje Kordince) یک منطقهٔ مسکونی در صربستان است که در پروکوپلیه واقع شده‌است. گورنگه کوردینتسه ۲۲۴ نفر جمعیت دارد.